# Amphibolite

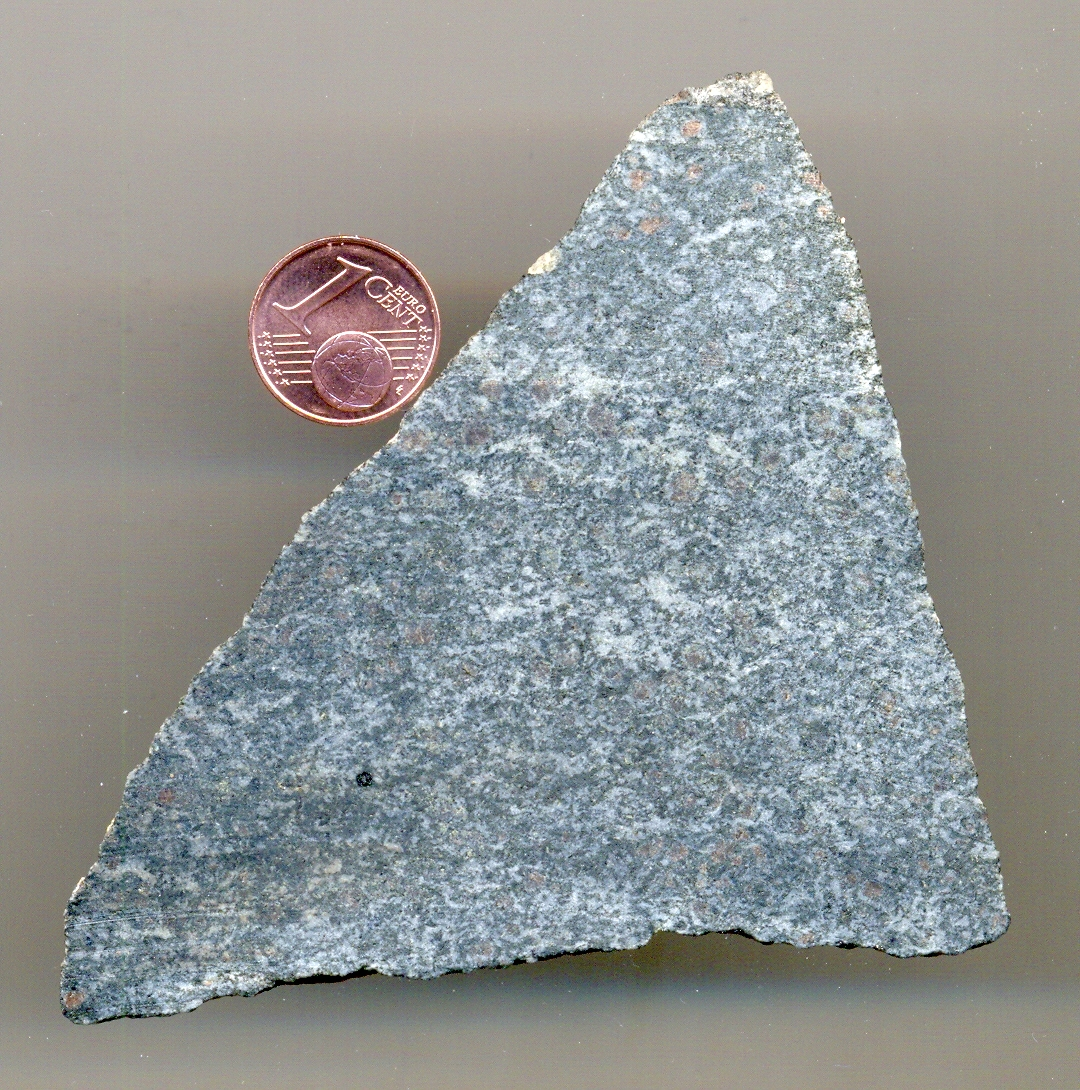
Amphibolite (Val di Fleres, Italie).

Une amphibolite est une roche métamorphique contenant des amphiboles et des plagioclases, caractéristique du métamorphisme général (mésozone à catazone). Possédant un clivage médiocre, elle a une texture grenue, pouvant aussi bien être aplitique que pegmatitique.
Ces roches sont très solides et résistantes à l'altération, elles sont donc parfois utilisées en construction.
Les amphibolites sont pour la plupart des métabasites (ortho-amphibolites issues de basaltes), certaines peuvent provenir de sédiments calcaires métamorphisés (para-amphibolites).
Ce sont leurs nombreux minéraux accessoires qui permettent une dénomination plus précise : Amphibolite à quartz ou Amphibolite à grenat.

## Histoire
L'amphibolite est exploitée dans les Alpes du Sud dès le début du Néolithique au VIe millénaire av. J.-C., avant de connaître une augmentation de son extraction au Ve millénaire av. J.-C.. Durant trois millénaires, elle sert à fabriquer de longues lames de hache dont l'usage était sans doute cérémoniel étant donné leur manque d'ergonomie. La pierre est débitée par percussion puis finement polie. On retrouve de telles lames dans toute l'Europe de l'Ouest, des Pyrénées à l'Écosse, l'Irlande, et le Danemark, mais pas en Europe Centrale (à l'exception de la Thuringe), qui ne fait pas partie de la culture archéologique des mégalithes.